# Heteropoda pressula
Heteropoda pressula är en spindelart som beskrevs av Simon 1886. Heteropoda pressula ingår i släktet Heteropoda och familjen jättekrabbspindlar.
Artens utbredningsområde är Vietnam. Inga underarter finns listade i Catalogue of Life.